# 李铁铮
李鐵錚（1906年—1990年1月28日），号“炼百”，湖南長沙人，中国國際法學家、國際關係學家、外交家。

## 生平
1906年生於湖南省長沙縣。
1924年考入國立東南大學政治學系。1927年國民政府定都南京，因南京為北伐軍攻克的第四個歷史文化名城，以東南大學為基礎組建國立第四中山大學，該校自此有“首都大學”之稱；1928年2月，第四中山大學被改名為江蘇大學，師生反對，不願全國性大學變成省級大學，遂由李鐵錚等人組團向國民政府大學院請願，要求更名為具有永久性和國際性的校名“南京大學” ；由於未獲立即答覆，又傳來國民政府大學院的嚴辭訓斥，引發學生不滿而決議罷課三天，並拆下校名牌；之後，大學委員會臨時會議決議，將江蘇大學改名為国立中央大学，五月宣佈，校名風潮始息。1928年7月，李鐵錚畢業於国立中央大学政治學系，而南京大学也因他而得名。
畢業後不久任湖南省南縣縣長。期間因“庇共殃民撤職查辦”，被迫離職。此後執教於国立武汉大学法學院。1931年考取外交官，歷任外交部專員辦公室科長，外交部首席簡任秘書，国民政府驻兰州特派员，駐伊拉克首任公使，駐伊朗、泰國首任大使，駐聯合國代表團顧問兼大使銜代表。
1949年中華人民共和國成立以後，辭去中華民國政府外交官職務，轉而從事國際政治、國際關係研究。1953年獲美國哥倫比亞大學政治學博士學位。1956年獲英國倫敦大學國際關係學院哲學博士學位。畢業後在大學執教。被哈德福特大學聘為終身教授，並任美國希利亞學院、理海大學、北卡羅納州立大學客座教授。1964年回到中國，任中國外交學院教授。1976年秋再到美國，任密西根大學、斯坦福大學高級研究員。1978年2月再度回中國。
1990年1月28日在北京病逝。

## 社会兼职
历任第五、六、七届全國政協常委、中國僑聯顧問、中國人民對外友好協會顧問、歐美同學會名譽副會長、外交学院名誉教授等。

## 著作
- The Historical Status of Tibet（《西藏歷來的法律地位》）[1]
- 《敝帚一把——李鐵錚的晚年寫作和生平》[2]
- 《歐洲新民主憲法之比較的研究》（譯著，太平洋書店）[3]